# 陈晓红 (1963年)
陈晓红（1963年5月15日—），出生于湖南省长沙市，籍贯江西永新，中国工程管理专家。1983年毕业于中南矿冶学院。1999年毕业于东京工业大学，获经营工学博士学位。2017年当选为中国工程院院士。现任湖南工商大学党委书记，中南大学商学院名誉院长，教授、博士生导师，全国政协委员。

## 工作简历
1986年7月至1992年8月在中南工业大学管理工程系工作，1989年12月晋升为讲师，1991年12月晋升为副教授，1992年9月至1996年6月任系副主任，1994年9月晋升为教授，1994年9月至1995年6月在日本东京工业大学做高级访问学者；1996年6月至2000年4月在中南工业大学工商管理学院从事教学科研工作，1996年6月任副院长，1999年6月任院长，1999年3月获日本东京工业大学经营工学博士学位，1999年评定为博士研究生导师；2000年4月至2002年4月任原中南工业大学工商管理学院院长；2002年4月至2005年3月任中南大学商学院院长；2005年3月至2009年1月任中南大学校长助理、商学院院长。
2009年1月任湖南省长株潭“两型”办副主任，2009年7月任省长株潭“两型”办党组成员。
2014年8月，任湖南商学院（2019年更名湖南工商大学）校长、党委副书记。2021年4月，转任湖南工商大学党委书记。

## 学术成果
已在国内外重要学术刊物上发表论文300余篇，其中ESI前1%高被引论文33篇，被SCI和SSCI检索120余篇，EI、CSSCI和CSCD检索200余篇，包括管理类国际顶尖和主流刊物Nature，Omega，Marketing Science，Information Science，European Journal of Operational Research，International Journal Production Economics等等；出版专著18部，其中《“两型社会”建设评价理论与实践》荣获教育部人文社会科学优秀成果一等奖，《中小企业融资》、《全面预算管理理论与实务》是国内首次出版的该领域专著，《中小企业融资与成长》、《复杂大群体决策方法及应用》和《中小企业融资创新与信用担保》分别荣获教育部人文社会科学优秀成果二等奖、国家新闻出版署第十三届中国图书奖。曾获“国家杰出青年科学基金”、高校青年教师奖、霍英东教育基金会全国优秀青年教师（研究类）奖，以及全国优秀教师、全国“三八”红旗手等荣誉称号。

## 事件
2021年12月6日，据网传文件及内部消息截图显示，湖南工商大学多名学生近日因未向校领导、老师问好被学校相关部门通报为不文明行为，引发网络热议。据网传文件等显示，12月3日下午五点30多分，该校院士书记（即陈晓红）一行在某书院超市附近电梯出口处，遇到十多位学生，有部分学生向其问好，也有六位学生没有问好，低头或继续打电话，被描述为“对学校领导、对老师不懂礼仪”。这六名学生被校方纳入学生不文明行为第一期通报。此外，学校还开了主题班会全覆盖宣讲、以例示警。
湖南工商大学官方微博当天深夜发文回应，称学校正开展“大学生文明素养教育活动”，表示将认真听取建议，为创建文明校园而不懈努力。湖南工商大学宣传部门工作人员接受采访时表示，学校负责老师已前往省教育厅处理相关事宜。